# لاسرتای صخره‌ای آناتولیا
 لاسرتای صخره‌ای آناتولیا(نام علمی: Anatololacerta anatolica) نام یک گونه از تیره لاسرتا است.